# Brandenburger Tor
För andra betydelser, se Brandenburger Tor (olika betydelser).

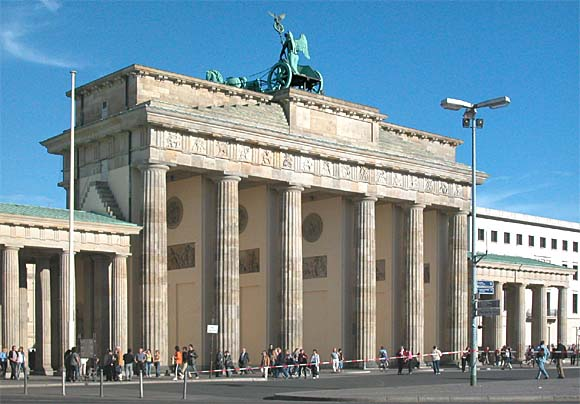
Brandenburger Tor.

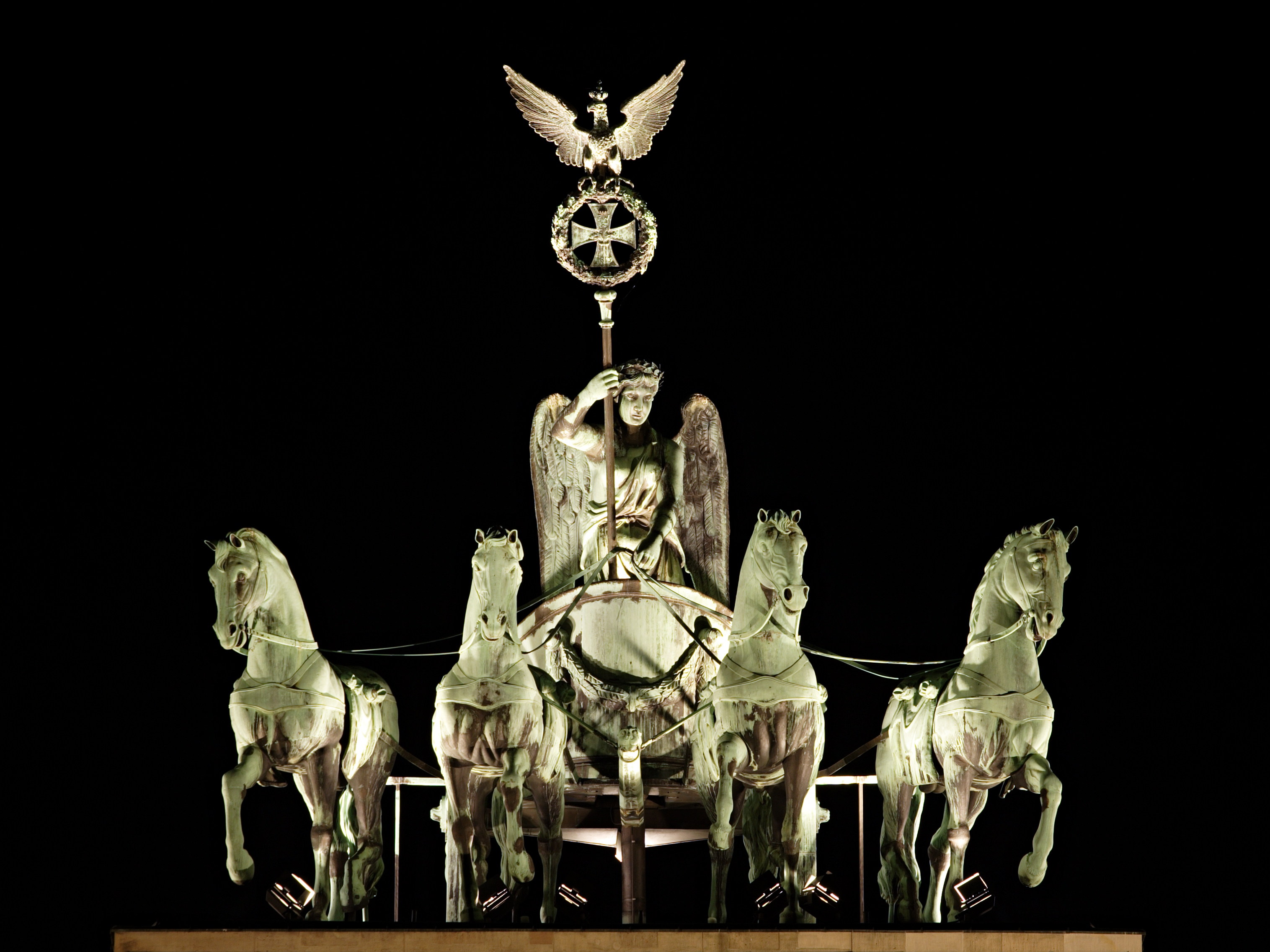
Fyrspannet.

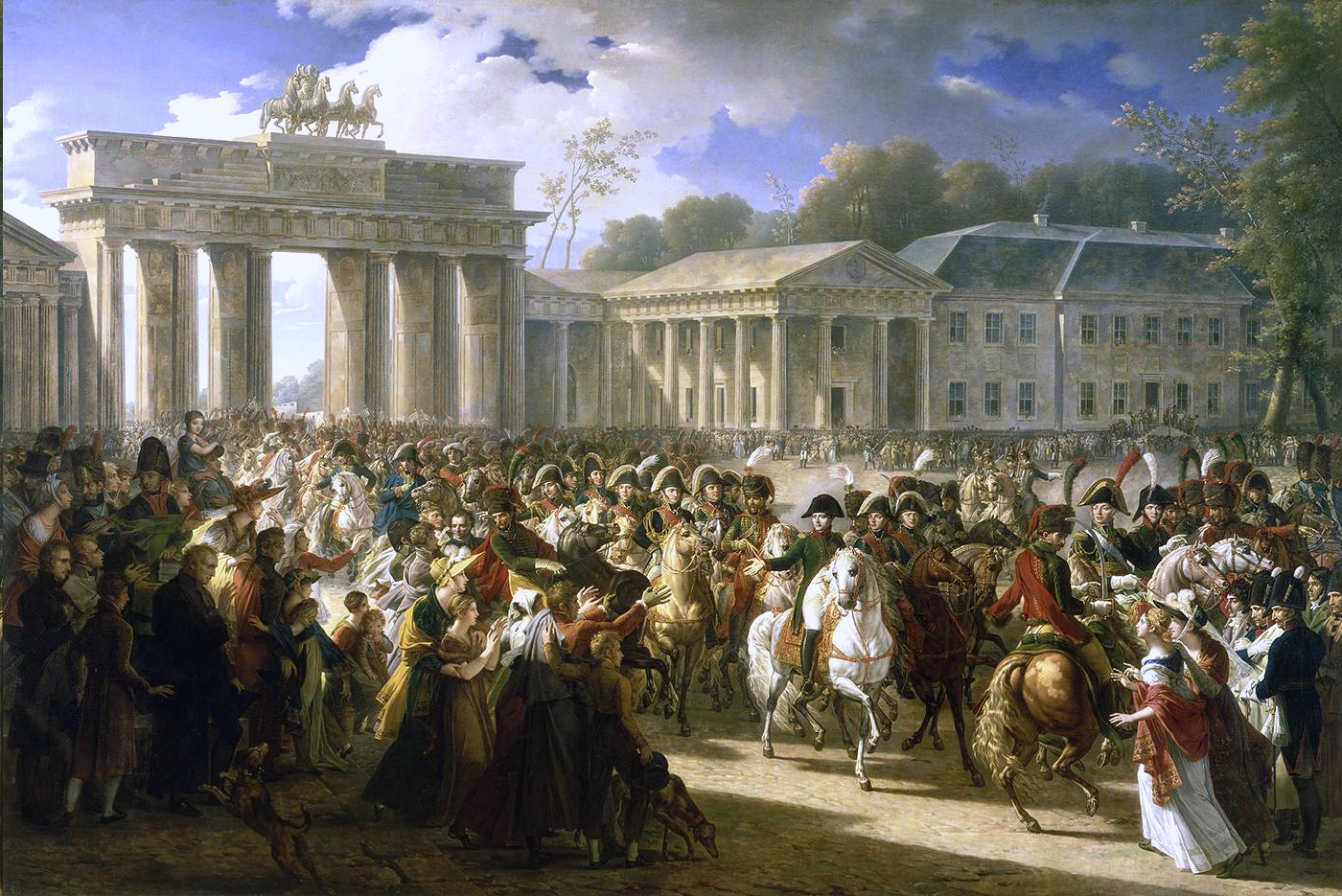
Napoleon i Berlin.

Brandenburger Tor är en kombinerad stadsport och propylé, som har kommit att bli en symbol för Berlin. Den har spelat olika roller i stadens historia.

## Arkitektur
Porten är den enda återstående av 14 stadsportar i Berlins tullmur. Den ritades av arkitekten Carl Gotthard Langhans och uppfördes 1788–1791. Den står vid dagens Pariser Platz, som en monumental avslutning av Unter den Linden, den berömda boulevarden som en gång ledde från Berlins stadsslott till Tiergarten.
Porten är utförd i nyklassicistisk stil och består sex par doriska kolonner, med största mellanrummet mellan tredje och fjärde paret, inspirerat av Propyléerna, porten till Akropolis i Aten, Grekland. Porten har även två tillhörande flygelbyggnader. Av de fem genomfarterna, som är separerade med väggar, fick vanligt folk ursprungligen bara använda de yttre.
Porten kröns av en quadriga-staty i koppar, skapad av Johann Gottfried Schadow; det är segergudinnan körande en vagn dragen av fyra hästar i triumf. Fyrspannet är riktat österut mot den plats Berlins stadsslott står. Porten är 26 meter hög, 65,5 meter lång och 11 meter bred.
Berlin hade en lång klassicistisk historia; först nybarock, sedan nypalladianism, men detta var det första återupplivade nyklassicistiska byggnadsverket i Berlin, som skulle komma att kallas Spreeathen (Aten vid floden Spree) under 1830-talet, då många nyklassicistiska byggnadsverk uppfördes av arkitekten Karl Friedrich Schinkel.

## Historik

### Tillkomst som "Fredsporten"
När Fredrik Vilhelm II lät bygga porten, skulle den visa på Preussens framgång och den då blomstrande fredstiden; den fick också namnet "Friedenstor" ("Fredsporten"). Kvinnan i quadrigan på portens krön ska vid invigningen ha varit utformad som fredsgudinnan Eirene och segergudinnan Nike (Victoria) i ett.

### Porten blir segermonument
När Napoleon år 1806 marscherade in i Berlin tog han portens quadriga-staty till Paris som krigsbyte.
Efter att Napoleon besegrats 1814, återfördes statyn till Berlin, varvid porten mer skulle få karaktären av ett monument till minne av segern. Med Karl Friedrich Schinkels modifieringar blev det entydigt segergudinnan Nike som styrde quadrigan; det var nu hon fick lansen, prydd med järnkorset och den preussiska krönta örnen. Istället för lagerkrans hade hon nu en ekkrans. Det var också nu som den angränsande Pariser Platz fick sitt namn.
Då nazisterna kom till makten 1933 använde de porten som en symbol för sin makt. Det var sedan den enda byggnad som stod kvar bland ruinerna på Pariser Platz vid krigsslutet 1945, med undantag för ruinerna efter Konstakademin. Porten rustades 1957 gemensamt upp av Östberlin och Västberlin.

### Symbol för strävan efter fred och enande
Den 13 augusti 1961 stängdes porten i samband med att Berlinmuren byggdes. År 1963 besökte den amerikanske presidenten John F. Kennedy Brandenburger Tor, och från den Sovjetkontrollerade sidan hängdes stora banderoller upp, så att Kennedy inte skulle kunna se över till den andra sidan. Talet med den berömda parollen ’’ich bin ein Berliner’’ höll Kennedy däremot vid Västberlins rådhus i Schöneberg.
"Den tyska frågan kommer att vara öppen så länge som Brandenburger Tor är stängd" var hur Västberlins borgmästare Richard von Weizsäcker beskrev situationen i början av 1980-talet. Den 12 juni 1987 höll den amerikanske presidenten Ronald Reagan ett berömt tal till folket i Västberlin vid Brandenburger Tor, ett tal som även kunde höras på den östra sidan om muren och i vilket Reagan uppmanade Gorbatjov att riva Berlinmuren: "Tear down this wall."
När Berlinmuren i november 1989 slutligen föll, blev Brandenburger Tor symbolen för fred och enandet av staden. Den öppnades 22 december det året, då Västtysklands förbundskansler Helmut Kohl gick igenom för att välkomnas av Östtysklands ministerpresident Hans Modrow.
Den 12 juli 1994 höll den amerikanske presidenten Bill Clinton ett tal till folket i Berlin vid Brandenburger Tor, och talade huvudsakligen om fred i Europa efter kalla kriget.
Den 12 december 2000 påbörjades arbetet att restaurera Brandenburger Tor. Då användes laser för att rengöra sandstenen, och fler än tusen stenbitar ersätts.
Den 1 januari 2002 infördes euro som valuta, och Tyskland har sedan dess Brandenburger Tor som symbol på flera av mynten.

## Kommunikationer
I närheten av Brandenburger Tor finns en underjordisk station med samma namn som trafikeras av pendeltåg och tunnelbana:
  Brandenburger Tor station